# Nationaal park Roztocze
Het nationaal park Roztocze (Pools: Roztoczański Park Narodowy) is een nationaal park in het woiwodschap Lublin in oostelijk Polen. Het park beschermt de kostbaarste delen van de natuur in het middelste deel van de regio Roztocze. Het is opgericht in 1974 en bestreek oorspronkelijk 48,01 km². De oppervlakte bedraagt 84,83 km², waarvan 81 km² bossen. De administratieve diensten van het park bevinden zich in Zwierzyniec.
Het park vindt zijn oorsprong in 1934 bij de bescherming van de Bukowa Góra. In 1938 werd er een wet afgekondigd die de roofvogels op het domein van de familie Zamoyski beschermde. Het park zelf is gecreëerd uit staatsbossen uit Kosobudy en Zwierzyniec, dewelke oorspronkelijk eigendom waren van de familie Zamoyski. Het park ligt in de regio Roztocze Środkowe, in de vallei van de Wieprz. Het water van deze rivier is zeer zuiver. In het park ontspringen ook twee stromen: de Szum en de Świerszcz. Tevens heeft het park unieke bomen. Er zijn meer dan 400 monumentale bomen en de dennen zijn tot 50 meter hoog.

## Fauna
In het park worden edelherten, reeën , beren en vossen aangetroffen. Men vindt er ook wolven en otters. In 1979 is de bever die uit de regio was verdwenen opnieuw uitgezet en in 1982 werden Koniks, een ponyras, uitgezet. Naast deze zoogdieren huisvest het park wel 190 vogelsoorten, waaronder arenden, ooievaars and spechten. De reptielen zijn vertegenwoordigd door de hagedis, de adder en de ringslang.